# 13-й гвардейский танковый полк
13-й гвардейский танковый Шепетовский Краснознамённый, орденов Суворова и Кутузова полк  (13 тп, в/ч 32010) — тактическое формирование в составе Сухопутных войск Вооружённых сил СССР и Вооруженных сил Российской Федерации.
Формирование входит в состав 4-й гвардейской танковой дивизии 1-й гвардейской танковой армии Западного военного округа. Пункт постоянной дислокации — г. Наро-Фоминск (Московская область).

## История
Полк ведёт свою историю от 67-й танковой бригады 17-го танкового корпуса. Родившись в 1942 году под Сталинградом как 67-я танковая бригада, он впервые сразился под Воронежем. Потом бригада участвовала в освобождении Володарска, Червоноармейска, Шепетовки, Тернополя, Кракова, Катовице.
В 1943 году бригада переименована в 13-ю гвардейскую танковую в составе 4-го гвардейского танкового корпуса. За освобождение Шепетовки на Украине в ходе Ровно-Луцкой операции, бригада удостоена почётного наименования «Шепетовская». В дальнейшем бригада прошла с боями Польшу, в авангарде РККА подошла к рубежу реки Эльба, участвовала во взятии Дрездена, а конец Великой Отечественной войны застала в Праге.
После окончания Великой Отечественной войны, 3 июля 1945 года бригада переформирована в 13-й гвардейский танковый полк (в/ч 35758) в составе 4-й гвардейской танковой дивизии с пунктом постоянной дислокации в городе Наро-Фоминск Московской области. В дальнейшем полк просуществовал весь период Холодной войны без изменений названия и места дислокации.
2 сентября 1946 года 13-й гвардейский танковый полк, вместе с другими частями 4-й гвардейской танковой дивизии, торжественным маршем прошёл по Красной площади. Это положило начало празднованию Дня танкиста.
На 1990 год полк (в/ч 35758), будучи расквартированным в городе Наро-Фоминск, имел на вооружении 119 танков Т-80УД (а также 5 Т-64 и 3 Т-72), 73 боевые машины пехоты (39 БМП-2, 32 БМП-1, 2 БРМ-1К), 6 БТР-70, 12 2С1 «Гвоздика», 1 ПРП-3, 3 БМП-1КШ, 3 1В18, 1 1В19, 2 Р-145БМ, БТР-50ПУМ, 1 РХМ-4, 1 МТП-1, 2 МТУ-20, 1 МТ-ЛБТ.
В августе 1991 года танки полка вводились в Москву по приказу ГКЧП.
В 1993 году полк был введён в город для подавления сторонников Верховного совета. 4 октября войска подвергли Дом Советов обстрелу из танковых орудий.
Отдельные военнослужащие и подразделения полка участвовали в первой и второй чеченских войнах.
В 2019 году в штат полка ввели батальон танков Т-34-85 для участия в парадах и исторических реконструкциях. При этом экипажи этих танков участвуют в тактических занятиях, проводят боевые стрельбы. Данные танки (30 штук) в 2019 году передал России Лаос.

## Состав
- Управление полка
- 1-й танковый батальон (32 Т-80БВ)
- 2-й танковый батальон (31 Т-80БВ)
- 3-й танковый батальон (31 Т-80БВ)
- мотострелковый батальон (37 БМП-2 и 32 БТР-82А)
- самоходный гаубичный дивизион (18 2С1 и 6 БМ-21)
- зенитная ракетная батарея (4 Стрела-10 и 4 2С6)
- миномётная батарея (8 2С12)
- разведывательная рота
- инженерная рота
- рота связи
- медицинская рота
- рота снайперов
- взвод РХБз
- ремонтная рота
- рота материального обеспечения
- взвод БпЛА
- комендантский взвод
- рота шторм V
- рота шторм Z

И прочие более мелкие подразделения

## Награды и почётные наименования
13-я гвардейская танковая бригада, правопреемником которой является полк, за годы Великой Отечественной войны была удостоена следующих наград, почётных званий и наименований:
| Награда, почётное наименование | Дата награждения | Основание награждения |
| ------------------------------ | --- | --- |
| «Шепетовская»                  | присвоено приказом Верховного главнокомандующего № 033 от 17 февраля 1944 года                                           | За отличие в боях с немецкими захватчиками при освобождение города Шепетовка |
| Орден Красного Знамени         | Указ Президиума Верховного Совета СССР от 26 апреля 1944 г. «О награждении орденами соединений и частей Красной Армии»   | За образцовое выполнение заданий командования в боях за освобождение города Тарнополя и проявленные при этом доблесть и мужество |
| Орден Суворова II степени      | Указ Президиума Верховного Совета СССР от 26 апреля 1945 года «О награждении орденами соединений и частей Красной Армии» | За образцовое выполнение заданий командования в боях при прорыве обороны немцев и разгроме войск противника юго-западнее Оппельн и проявленные при этом доблесть и мужество |
| Орден Кутузова II степени      | Указ Президиума Верховного Совета СССР от 28 мая 1945 года «О награждении орденами соединений и частей Красной Армии»    | За образцовое выполнение заданий командования в боях при прорыве обороны немцев на реке Нейссе и овладении городами Коттбус, Люббен, Цоссен, Беелитц, Лукенвальде, Тройенбритцен, Цана, Мариенфельде, Треббин, Рангсдорф, Дидерсдорф, Кельтов и проявленные при этом доблесть и мужество |

## Герои Советского Союза
- Александров, Николай Тимофеевич, гвардии сержант, заряжающий танка Т-34 1-го танкового батальона.
- Голуб, Иван Платонович, гвардии младший лейтенант, командир танка 2-го танкового батальона.
- Захарян, Вагинак Семёнович, гвардии старший лейтенант, командир танкового взвода.
- Кошечкин, Борис Кузьмич, гвардии лейтенант, командир танковой роты.
- Лёвушкин, Василий Николаевич, гвардии старший сержант, командир отделения автоматчиков моторизованного батальона автоматчиков.
- Пешехонов, Василий Иванович, гвардии младший сержант, заместитель командира отделения роты ПТР моторизованного батальона автоматчиков.
- Пикалов, Александр Михайлович, гвардии лейтенант, командир танка Т-34.
- Семёнов, Александр Иванович, гвардии лейтенант, командир СУ-85.
- Спахов, Фёдор Яковлевич, гвардии старший лейтенант, командир роты танков Т-34 2-го танкового батальона.
- Танцоров, Григорий Васильевич, гвардии младший лейтенант, командир батареи самоходных артиллерийских установок.
- Тырса, Владимир Геронтьевич, гвардии лейтенант, командир роты танков Т-34 2-го танкового батальона.
- Фролов, Иван Петрович, гвардии лейтенант, командир роты танков Т-34 1-го танкового батальона.

## Полные кавалеры ордена Славы
- Вересов, Павел Кириллович, гвардии старший сержант, механик-водитель танка Т-34 2-го танкового батальона.
- Любушкин, Николай Иванович, гвардии красноармеец, автоматчик взвода разведки роты управления.